# Ryszard Pawłowski (himalaista)
Ryszard Pawłowski (ur. 24 czerwca 1950 w Bogatyni) – polski taternik, alpinista i himalaista, również instruktor i przewodnik górski. Z wykształcenia inżynier elektryk. Zdobywca 11 głównych ośmiotysięczników.

## Życiorys
Urodził się w Bogatyni, młodość spędził w Rypinie, w wieku 14 lat wyjechał do szkoły, na Górny Śląsk (województwo katowickie). Po skończeniu nauki w technikum górniczym pracował w kopalni węgla kamiennego około 10–15 lat. Równocześnie studiował wieczorowo na Politechnice Śląskiej. Zanim rozpoczął przygodę ze wspinaczką, przez 3 lata działał w środowisku grotołazów. Tam wspólnie z młodym Jerzym Kukuczką zszedł na dno najgłębszej i najdłuższej jaskini w Polsce, Jaskini Wielkiej Śnieżnej. 
Uczestnik i organizator ponad 300 wypraw w góry wysokie, pięciokrotny zdobywca Everestu (jako jedyny z Polaków dokonał tylu wejść), członek The Explorers Club. 24 października 1989 był partnerem Jerzego Kukuczki w jego ostatniej wspinaczce na południowej ścianie Lhotse, podczas której Kukuczka odpadł od ściany i wskutek pęknięcia liny poniósł śmierć.
W środowisku wspinaczy nazywany „Napałem”. Wzięło się to prawdopodobnie stąd, iż w młodości nie mógł poświęcić zbyt wiele czasu na wspinaczkę – jednocześnie pracował i studiował. Gdy w końcu udało mu się wyjechać w góry, to wspinał się nawet w trudnych warunkach (np. w deszczu). Sam pisze w książce Smak gór: „Rzucałem się na góry, jak głodny na jedzenie”.
Ma dwoje dzieci – syna Marcina i córkę Martę.
Laureat Super Kolosa - wyróżnienie zostało przyznane przez Kapitułę Kolosów w 2020 roku „za całokształt dokonań górskich, w szczególności za zdobycie jedenastu ośmiotysięczników, w tym pięciokrotnie Mount Everestu, oraz poprowadzenie nowych dróg i wartościowych powtórzeń w górach pięciu kontynentów”.
Wraz z Tomaszem Brylem 29 listopada 2024 jako pierwszy Polak skompletował „Wulkaniczną Koronę Ziemi”. W trakcie realizacji projektu, 17 stycznia 2024, jako pierwszy Polak, także wraz z Tomaszem Brylem, zdobył Mount Sidley.

## Osiągnięcia alpinistyczne

### Ośmiotysięczniki
Wszedł na 11 z 14 ośmiotysięczników.
- 14 lipca 1984 – Broad Peak (drogą klasyczną)
- 22 października 1991 – Annapurna (drogą Boningtona)
- 24 sierpnia 1993 – Nanga Parbat (drogą Kinshofera)
- 13 maja 1994 – Mount Everest (drogą klasyczną)
- 11 października 1994 – Lhotse (drogą klasyczną)
- 12 maja 1995 – Mount Everest (ścianą północną)
- 14 sierpnia 1996 – K2 (północny filar)
- 15 lipca 1997 – Gaszerbrum I (drogą klasyczną)
- 20 lipca 1997 – Gaszerbrum II (drogą klasyczną)
- 18 maja 1999 – Mount Everest (ścianą północną)
- 4 października 2000 – Czo Oju (drogą klasyczną)
- 1 października 2001 - Sziszapangma (wierzchołek środkowy)
- 26 lipca 2003 – Gaszerbrum II (drogą klasyczną)
- 3 maja 2005 – Czo Oju (drogą klasyczną)
- 23 lipca 2006 - Gaszerbrum II (drogą klasyczną)
- 20 maja 2012 – Mount Everest (ścianą północną)
- 25 maja 2014 – Mount Everest (ścianą północną)
- 27 września 2017 – Manaslu

### inne
- 1977 – Kohe Tez, Kohe Shan (Hindukusz)
- 1981 – Pik Ismaila Samaniego
- 1982 – Langtang Lirung (pierwsze polskie wejście)
- 1983 – Pumori (drogą klasyczną)
- 1987 – Uszba
- 1988 – Fitz Roy
- 1992 – Ama Dablam (pierwsze polskie wejście)
- 1997 – Torres del Paine (pierwsze polskie wejście)
- 1 października 2001 – Sziszapangma (wierzchołek środkowy)(drogą klasyczną)
- 17 stycznia 2024 - Mount Sidley - pierwsze polskie wejście wraz z Tomaszem Brylem

Jako przewodnik wszedł m.in.:
- 28 razy na Ama Dablam,
- 34 razy na Aconcagua,
- 35 razy na Elbrus
- 10 razy na Denali (McKinley),
- 40 razy na Island Peak,
- 2 razy na Pumori.
- 2 razy Cotopaxi
- 2 razy Kazbek
- Pico de Orizaba

## Książki poświęcone Ryszardowi Pawłowskiemu
- Dwa razy Everest – Piotr Wąsikowski (1996)
- Smak gór po 10 latach – w formie wywiadu, z Pawłowskim rozmawiali Grażyna Potwora i Łukasz Wyrzykowski. Opowiadania:Ryszard Pawłowski i Piotr Wąsikowski (2015)
- Ryszard Pawłowski – 40 lat w górach. Wywiad-rzeka – Piotr Dróżdż (2013) ISBN 978-83-62301-18-8
- Ama, Anka i inne szczyty. 14 relacji z wypraw z Ryszardem Pawłowskim (wyd. LSS Medium, 2022)
- Dwa razy Everest - Piotr Wąsikowski (2023) (wyd. LSS Medium, 2023)